# Hilde Schrader
Hildegard Schrader, detta Hilde (4 gennaio 1910 – 23 marzo 1966), è stata una nuotatrice tedesca.
Specializzata nella rana ha vinto la medaglia d'oro nei 200 m alle olimpiadi di Amsterdam 1928.
È diventata una dei Membri dell'International Swimming Hall of Fame.

## Palmarès
- Giochi olimpici

Amsterdam 1928: oro nei 200 m rana.
- Europei di nuoto

1927 - Bologna: oro nei 200 m rana.